# 10月8日 (旧暦)
旧暦10月8日（きゅうれきじゅうがつようか）は、旧暦10月の8日目である。六曜は大安である。

## できごと
- 明暦元年（グレゴリオ暦1655年11月5日） - 朝鮮通信使が徳川家綱に謁見

## 誕生日
- 文永5年（ユリウス暦1268年11月13日） - 瑩山紹瑾、日本の曹洞宗の第四祖（+ 1325年）（文永元年とする説もある）

## 忌日
- 明和元年（グレゴリオ暦1764年11月1日） - 徳川宗春[1]、7代尾張藩主（* 1696年）
- 明治4年（グレゴリオ暦1871年11月20日） - 安藤信正、老中、陸奥磐城平藩第5代藩主（* 1819年）